# Савуаллан
Савуаллан (фр. Savoillan) — коммуна во французском департаменте Воклюз региона Прованс — Альпы — Лазурный Берег. Относится к  кантону Малосен.	

## Географическое положение

Вид на Савуаллан.

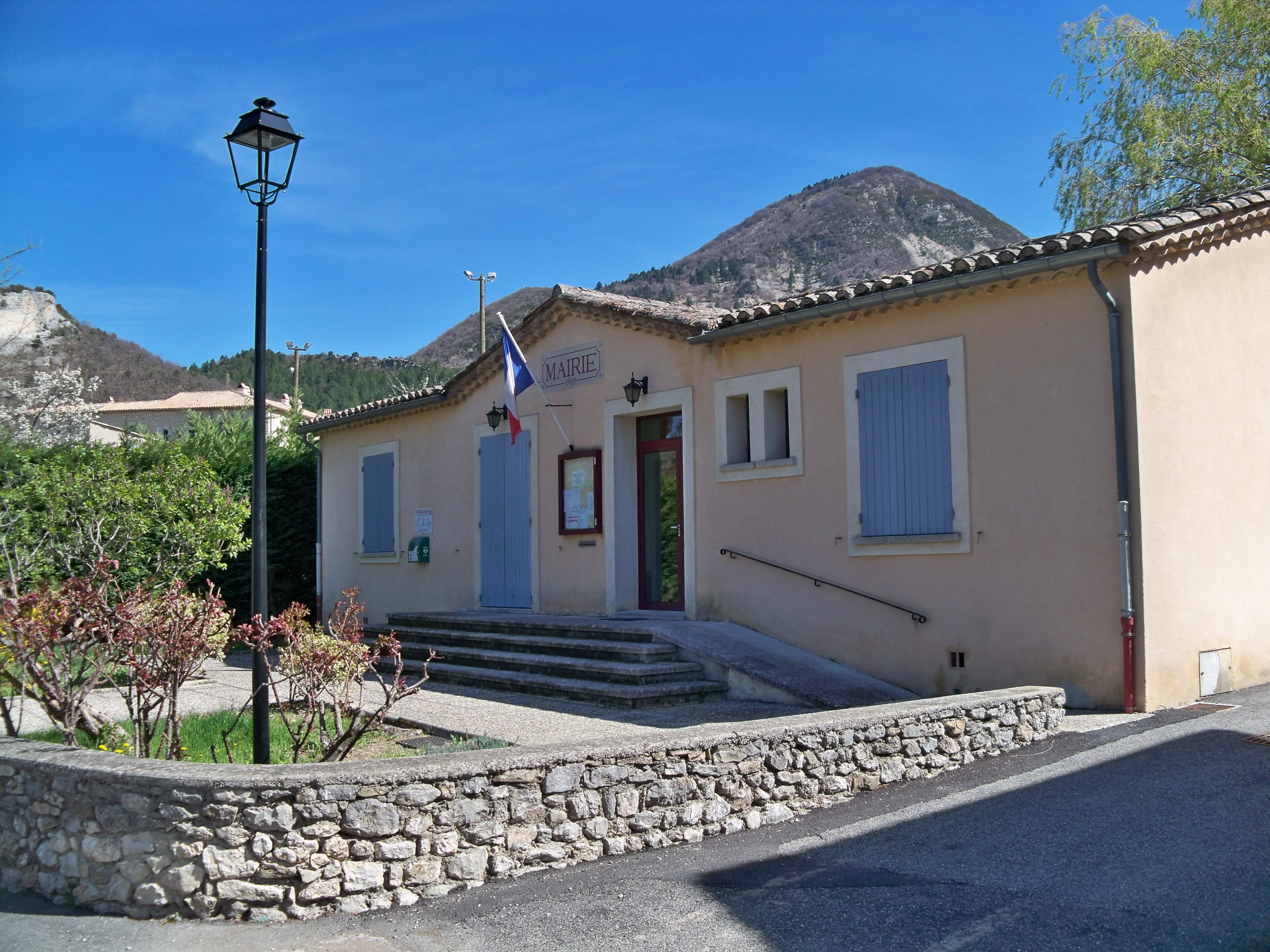
Мэрия.

Савуаллан расположен в 55 км к северо-востоку от Авиньона. Соседние коммуны: Монбрэн-ле-Бэм и Реанетт на востоке, Брант на западе.
Стоит на реке Тулуран к востоку от Мон-Ванту.

## Демография
Население коммуны на 2010 год составляло 94 человека.
| 1962 | 1968 | 1975 | 1982 | 1990 | 1999 | 2010 |
| ---- | ---- | ---- | ---- | ---- | ---- | ---- |
| 19   | 52   | 56   | 59   | 49   | 79   | 94   |

## Достопримечательности

Церковь святого Агрикола.

- Церковь святого Агрикола.
- Ферма святого Агрикола XVI века.
- Мост через Тулуренк.